# Strongylocentrotus
Strongylocentrotus es un género de erizos de mar de la familia Strongylocentrotidae que posee varias especies.

## Especies
El Registro Mundial de Especies Marinas incluye las siguientes especies:
- Strongylocentrotus antiquus Philip, 1965 (especie extinta del Mioceno)
- Strongylocentrotus djakonovi  Baranova, 1957
- Strongylocentrotus droebachiensis (O. F. Müller, 1776) - Erizo de mar verde.
- Strongylocentrotus franciscanus (A. Agassiz, 1863) - Erizo de mar rojo.
- Strongylocentrotus intermedius (A. Agassiz, 1863)
- Strongylocentrotus pallidus (G. O. Sars, 1871)
- Strongylocentrotus polyacanthus A. Agassiz and H. L. Clark, 1907
- Strongylocentrotus pulchellus  A. Agassiz & H.L. Clark, 1907
- Strongylocentrotus purpuratus (Stimpson, 1857) - Erizo de mar morado.